# 平柳玄藩
平柳 玄藩（ひらやなぎ げんば、1980年3月6日 - ）は、日本の元プロレスラー。本名、旧リングネームは平柳 努（ひらやなぎ つとむ）。

## 略歴
学生時代はレスリングで丸藤正道と対戦経験があり、警備会社社員を経て2004年6月にプロレスリング・ノアに入門、田上明の付き人となった。2005年8月15日、12人参加のバトルロイヤルにてプレデビュー。同年10月18日松山市・アイテムえひめ大会における川畑輝鎮戦で正式デビュー。同団体3人目の新人となった。師匠の色を受け継ぎ、タイツは赤。
2006年1月11日、永源遙の還暦記念試合のパートナーを務める。2006年3月21日、ディファ有明で行われたプロレスリング・セム旗揚げ大会に参加するが、第1試合（対SUWA戦）で下顎骨を骨折し暫く欠場。
2007年からは、急所攻撃をする・相手の顔に唾を吐くなどの行為を行うようになり、以後チョイ悪のギミックで試合を荒らしまわり、「悪童」のニックネームが付いた。
2008年1月6日、「親からもらった名前で悪さをしていてはいけない」という理由から、田上の命名によりリングネームを本名の平柳努から平柳玄藩に改名した。2008年5月18日イリミネーションマッチながら大先輩の菊地毅から金星を挙げた。
またシングル戦だけでなく鈴木鼓太郎や金丸義信らと組んでさらにラフな面が多くなった。また、力皇猛とモハメド・ヨネのチームに合流し、「DISOBEY」を結成した。
2010年10月、第4回日テレG+杯争奪ジュニアヘビー級タッグリーグ戦に金丸とタッグを組んで出場。
2014年よりNO MERCYのリーダーとなり、同年の日テレG+杯争奪ジュニアヘビー級タッグ・リーグ戦では、NO MERCYの自称メンバーでもある菊タローとのタッグで出場。多くの話題を振りまいたものの勝ち点0で公式戦を終えた。9月23日には電流爆破マッチにも挑戦している。
2016年7月30日、第10回日テレG+杯争奪ジュニアヘビー級タッグリーグ戦の後楽園ホール大会にて引退を発表した。発表から数日後トークショーにて引退理由が「プロレスよりも女房と子供が大事になったこと」が理由であると結婚していたことや子供が3人いたことを報告した。
9月10日、引退記念試合としてメインに登場した。潮崎豪、マイバッハ谷口、キャプテン・ノアとタッグを組み鈴木軍と対戦し、杉浦貴のオリンピック予選スラムで敗れた。試合後の引退式には平柳の息子もリングに上がり、一緒に記念写真に納まった。なお、引退後も時折会場に姿を現している。
2019年8月11日、全日本プロレスにて行われた「青木篤志追悼大会」に、太田一平のセコンドとして試合に帯同。太田の試合後での会見にも一緒に参加している。

## 得意技

### フィニッシュ技
昇龍玄藩
至近距離から繰り出すかちあげ式のラリアット。芸人報道の視察が興行に来た際にこの技を雨上がり決死隊の宮迫博之が大絶賛しており選手名鑑などでは「宮迫博之お墨付き」であると補足をしているという。菊タローとの合体式もある。（菊タローがバックドロップで抱え上げて落とすと同時に平柳が昇龍玄藩を決める。）

### その他の技
天上玄藩
走ってきた相手を空中に投げ上げてラリアットで叩き落とす技。
玄藩落とし
喉輪式のSTO。平柳の場合は、片腕をハンマーロックで固定し受け身が取り難くしているのが特徴である。平柳の師匠・田上の得意技である喉輪落としにアレンジを加えたもの。
お祭り玄藩
相手の片足を両腕で抱え込んでの変形バックドロップ。
玄藩クラッチ
フルネルソンで両腕を極めてのキャメルクラッチ。
KICHIKU
急所をつかんだまま丸め込む首固め。
ブラック・ディスティニー
鈴木鼓太郎のブルー・ディスティニーのオマージュ技。NO MERCY加入後に、ここ一番で数度しか出したことがない。ほぼ同じ技だが、鈴木が両膝を曲げて着地するのに対し、平柳は両足を前方に開脚して尻餅を着くように着地する違いがある。
816
振り子式DDT。相手の頭部を前方から腋に抱え込んだ状態でコーナーポストにリングへ背を向けた状態で登り、そのまま後方（リング方向）へ背面からジャンプ。空中で自分の体を反転させてマットへ背中から落ち、その勢いを利用して相手の頭部をマットへ叩き付ける。
スイングDDT
前回しながら決めるDDT。
ダブルアームDDT
両腕をリバース・チキンウィング（ダブルアーム・スープレックスをかける状態）に捉えて決めるDDT。
急所攻撃
タイミングを見計らって相手の急所をわしづかみにする。つかんだ手を相手の股下に回してバックドロップのように投げる場合もある。
ツバ攻撃
相手をコーナーにふり、走りこんだあと相手の前で立ち止まり顔に唾を吹きかける。吹きかける前に「カーッ」と唾をため込むこともあるが、この場合はたいてい失敗する。

## 入場曲
- I Will Be Heard (HATEBREED)
- Triptych (SIAM SHADE)
- STONE BUTTERFLY (THE YELLOW MONKEY)

## タイトル歴
プロレスリング・ノア
- 第17代GHCジュニアヘビー級タッグ王座（パートナーはマイバッハ谷口Jr.）

## エピソード
- 警備会社時代に犯人逮捕に貢献したとして警察から表彰されたことがある。
- パンフレットとして配布されたDVDにて「平柳努のせむせむ探検隊」というコーナーを担当。社長室に侵入し部屋内を物色、三沢光晴の入場ガウンを無断で着るなどした。
- 高校時代にレスリングで丸藤と対戦したことがある。しかし、全敗に終わった。
- なぜか菊タローからは平柳大先輩と呼ばれている。
- THE YELLOW MONKEYと吉井和哉の大ファンであり、ライブへも足を運んでいる。THE YELLOW MONKEYの「STONE BUTTERFLY」を入場曲に使用していたこともある。
- コーナーマットをリズムにのってたたき、観客に手拍子を求める行動は「玄藩太鼓」と呼ばれる。
- 大日本プロレスの大橋篤は高校時代の同級生でもある[1]。